# Hemipelvektomie
Die Hemipelvektomie ist die drastischste Form einer Exartikulation im Bereich der unteren Extremitäten. Es wird dabei auf einer Seite die gesamte untere Extremität samt einer kompletten Hälfte des  Beckens bis zum  Kreuzbein (lat.: Os sacrum), mit der sie im Gelenk verbunden ist, entfernt. Dieses kommt in der Regel nur bei bösartigen Tumorerkrankungen oder ähnlich schweren Erkrankungen vor. Da in diesem Bereich die eigentliche Produktion der Blutzellen stattfindet, ist ein solcher operativer Eingriff schwerwiegend neben den  statischen Komplikationen. Eine prothetische Nachversorgung ist hierbei sehr problematisch.

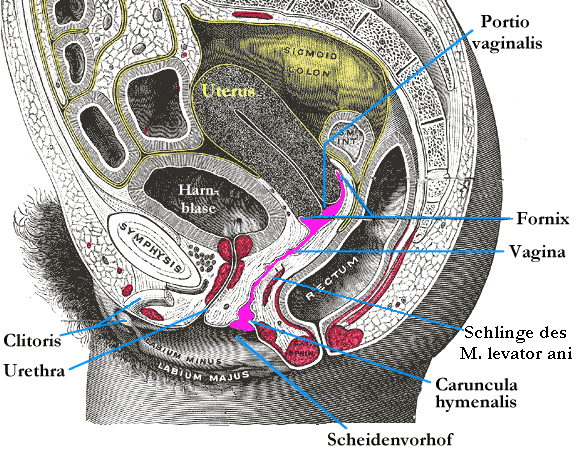
Sagittalschnitt eines weiblichen Beckens
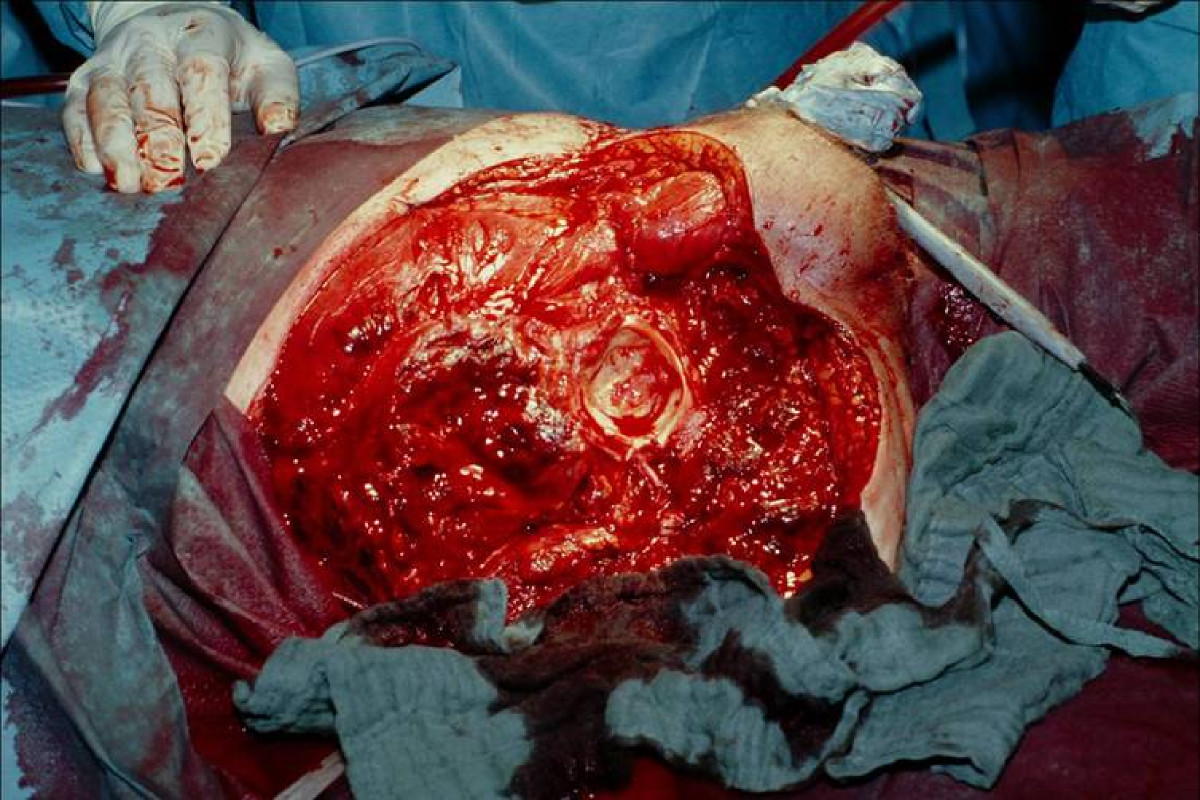
Ausgeführte Hemipelvektomie indiziert durch Gasbrand, sichtbare Nekrose in der Lendenmuskulatur